# Buddleja hatschbachii
Buddleja hatschbachii är en flenörtsväxtart som beskrevs av E.M. Norman och L.B. Smith. Buddleja hatschbachii ingår i släktet buddlejor, och familjen flenörtsväxter. Inga underarter finns listade i Catalogue of Life.